# Topico
(Galileo Galilei, Opere, Vol. 2, p. 27)
Topico (dal greco τοπικός topikòs, luogo) è un aggettivo riferito alla topica, un'espressione filosofica, facente parte della logica e della retorica, che indica l'argomentazione che si riferisce in modo specifico e diretto alla tesi da dimostrare.
Nel corso della storia l'aggettivizzazione correlata ai luoghi ed alle discussioni ha dato valenza al termine come espressione di discorso specifico e circoscritto a un particolare ambito.